# 113 v.Chr.

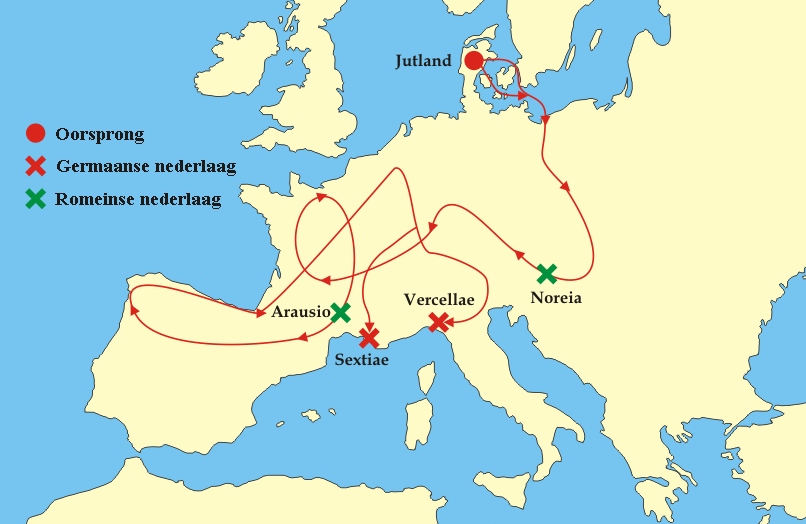
De migratie van de Cimbren en Teutonen.

113 v.Chr. is een jaartal volgens de christelijke jaartelling.

## Gebeurtenissen

### Italië
- Gaius Caecilius Metellus Caprarius en Gnaieus Papirius Carbo zijn consul in het Imperium Romanum.
- Slag bij Noreia: De Germaanse stammen de Cimbren en de Teutonen steken de rivier de Donau over naar Pannonië en trekken naar Noricum (huidige Oostenrijk). De Keltische stam, de Taurisci, stuurt afgezanten naar Rome voor steun om hen te beschermen. De Senaat stuurt het Romeinse leger (ongeveer 30,000 man) onder leiding van Gnaius Papirius Carbo. Hij biedt gidsen aan om de Cimbren en de Teutonen uit het grondgebied te begeleiden naar Zuid-Duitsland. De gidsen krijgen opdracht om de stammen naar de stad Noreia te leiden – waar Carbo een hinderlaag legt. De Cimbren ontvangen informatie over het plan van Carbo en verslaan de Romeinen tijdens een hinderlaag. Carbo weet te ontsnappen met de restanten van zijn leger (ongeveer 6.000 man) tijdens een hevig onweer. Later wordt hij door de Senaat aangeklaagd voor desertie en verraad, maar weet zijn straf te ontlopen door eervol zelfmoord te plegen.[1]

### Syrië
- Antiochus VIII Grypos vestigt zich in Cilicië en probeert tevergeefs met de Syrische vloot, de terreur van de zeerovers te onderdrukken.

### Europa
- Koning Heli (113 - 73 v.Chr.) volgt zijn vader Digueillus op als heerser van Brittannië.